# Чемпионат мира по борьбе 1921
В 1921 году Чемпионат мира по греко-римской борьбе прошёл 5-8 ноября в Хельсинки (Финляндия).

## Общий медальный зачёт
| Место | Страна     | Золото | Серебро | Бронза | Всего |
| ----- | ---------- | ------ | ------- | ------ | ----- |
| 1     | Финляндия  | 6      | 4       | 3      | 13    |
| 2     | Швеция     | 0      | 1       | 1      | 2     |
| 3     | Латвия     | 0      | 1       | 0      | 1     |
| 4     | Дания      | 0      | 0       | 1      | 1     |
| 4     | Нидерланды | 0      | 0       | 1      | 1     |
| Всего | Всего      | 6      | 6       | 6      | 18    |

## Медалисты

### Греко-римская борьба (мужчины)
| Вес           | Золото           | Серебро             | Бронза            |
| ------------- | ---------------- | ------------------- | ----------------- |
| До 58 кг      | Вяйнё Иконен     | Каарло Мякинен      | Ристо Мустонен    |
| До 62 кг      | Каарло Анттила   | Алексантери Тойвола | Эрик Мальмберг    |
| До 67,5 кг    | Оскар Фриман     | Рудольф Ронис       | Юхо Икявалко      |
| До 75 кг      | Таави Тамминен   | Волмар Викстрём     | Эдвард Вестерлунд |
| До 82,5 кг    | Эдиль Розенквист | Рудольф Свенссон    | Ян Мёйс           |
| Свыше 82,5 кг | Йохан Салила     | Мартин Ниеминен     | Эмиль Ларсен      |